# Honório Esteves
Honório Esteves do Sacramento (Santo Antônio do Leite, 8 de abril de 1860 — Mariana, 5 de junho de 1933) foi um pintor, professor e inventor brasileiro. Conhecido por suas paisagens, retratos e alegorias executados a óleo e pelo registro de cenas cotidianas, essas também em pastel e desenho a carvão, foi ainda muralista e painelista. Artista romântico, sua produção revela disciplina técnica formal, porém acompanhada de grande liberdade temática e leveza de interpretação.

## Biografia

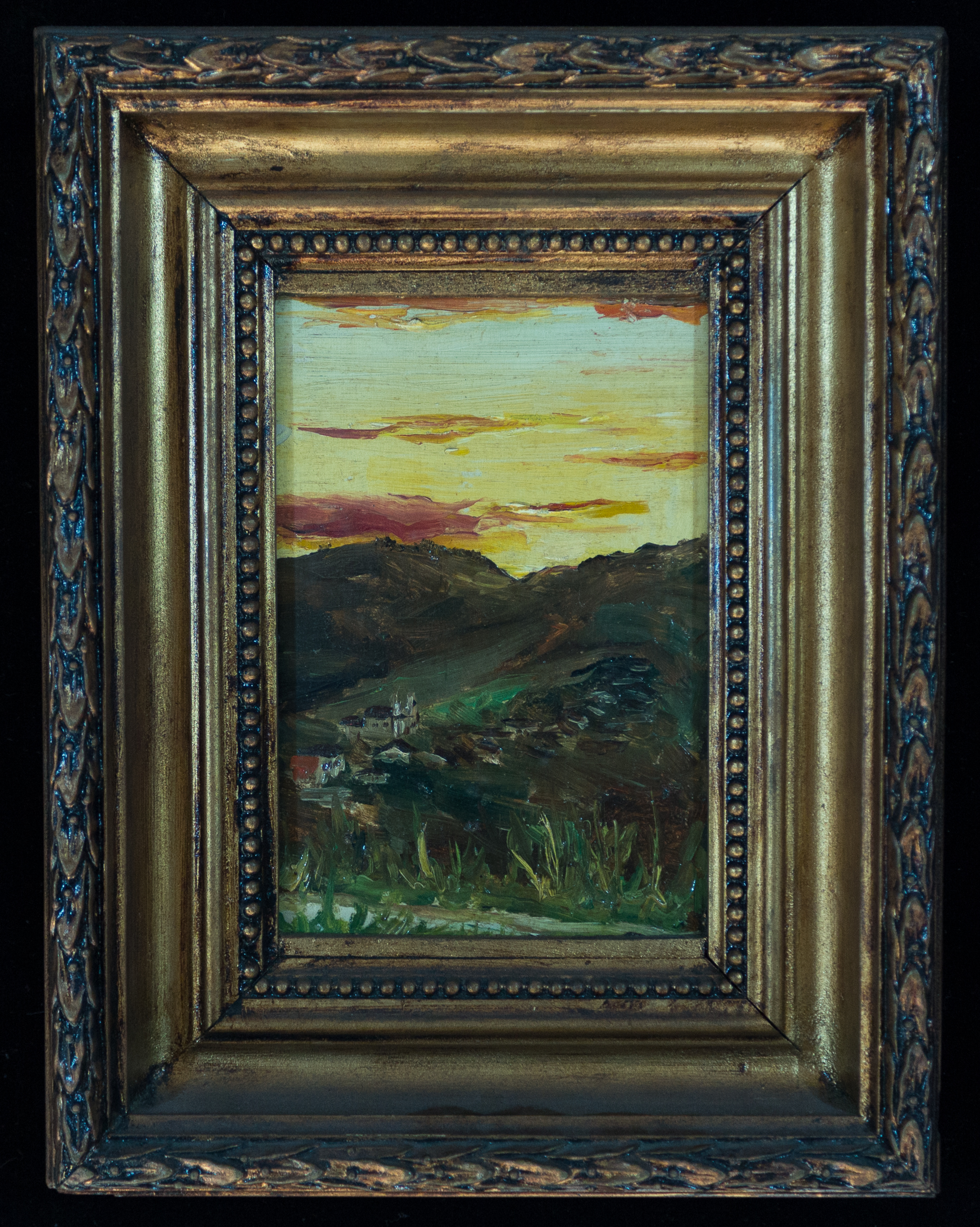
Vila Rica (1893), por Honório Esteves.

Filho de João Esteves do Sacramento, carpinteiro, e de Francisca Maria de Jesus, Honório estudou em uma escola pública no bairro de Antônio Dias, Ouro Preto, durante a infância. Aos onze anos, iniciou seu aprendizado na escola de desenho com o professor francês August Chenot, enquanto atuava como moedor de tintas do pintor português Cardoso Rezende. Ingressou no Liceu Mineiro em 1873, onde cursou desenho.
Honório efetuou um pedido à Assembleia Mineira para ingressar na Academia Imperial de Belas Artes, aceito posteriormente, onde começou a estudar em agosto de 1883 e foi financiado pela província de Minas Gerais. Apesar do planejamento inicial de apenas quatro anos de estudo, permaneceu na escola de arte por seis anos e meio. Especula-se que Dom Pedro II tenha conhecido as obras do pintor quando ele trabalhava no Palácio dos Governadores, após uma visita do Imperador à então capital mineira. Durante sua estadia na escola de artes, foi aluno de renomados pintores brasileiros, como Victor Meirelles, Pedro Américo, João Zeferino da Costa e Rodolfo Amoedo. Na Academia, estudou matemática aplicada, desenho geométrico, desenho figurado e modelo vivo, tendo recebido diversas medalhas de prata e de ouro devido ao seu desempenho. Casou-se com Leopoldina de Lima Horta em 16 de julho de 1892. Em 1894, abre um ateliê para pinturas de retratos a óleo na Rua do Tiradentes, 28, em Ouro Preto.
Honório foi professor do Liceu de Artes e Ofícios de Ouro Preto e da Escola Normal de Ouro Preto, e também foi diretor, juntamente com João Caetano, da revista literária "O Itacolomy". Foi preservacionista, era favorável à elevação de Ouro Preto a monumento nacional, fato que foi consolidado um mês após a sua morte. Faleceu no dia 5 de junho de 1933, aos 73 anos de idade.

## Carreira artística

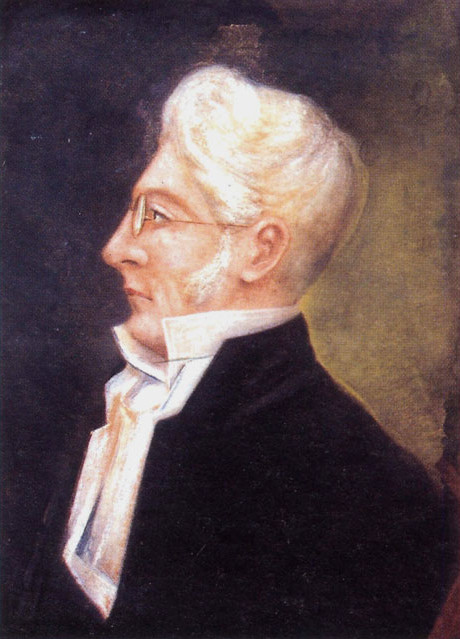
Retrato de Peter Wilhelm Lund (1903), por Honório Esteves.

No início de sua carreira, em 1880, pintou o Retrato do Frei Francisco, que se encontra atualmente na coleção da Paróquia Nossa Senhora do Pilar. Em 1885 finalizou a imagem de Nossa Senhora de Lourdes, e, em 1886, seu autorretrato. Quando morava no Rio de Janeiro, em 1887, influenciado por elementos da cultura egípcia antiga, pintou a obra "O Pastor Egípcio", onde representava um homem negro em aspectos faraônicos. No ano de 1894 fez duas pinturas da extinta Igreja Matriz de Nossa Senhora da Boa Viagem. Com a mudança da capital de Ouro Preto para Belo Horizonte, as pinturas de Honório ganharam aspectos paisagísticos, tendo sido 46 de suas telas expostas na Exposição Universal de 1904, nos Estados Unidos. Obteve também, na mesma exposição, medalha de bronze pela sua invenção do "Alphabeto Chromatico", um aparelho didático com fins de alfabetização. Foi autor de outras invenções, como a bobina para máquina de escrever e o que chamou de "açucareiro hygienico”. Pintou o retrato do naturalista dinamarquês Peter Wilhelm Lund no ano de 1903, além de diversas outras personalidades ouro-pretanas da época. Sua última obra foi feita no exato dia de sua morte, em 1933, representando a Igreja do Rosário de Mariana.
Outras obras produzidas por Honório:
- Retrato do doutor Campos Salles (1900);
- Vistas do Itacolomy (1901);
- Amanhecer em Ouro Preto (1903);
- Retrato de José Pedro Xavier da Veiga (1903);
- Uma pagina interessante (1904);
- Cozinha da roça, Minas (1905);
- Retrato de Cesario Alvim (1905);
- Chacara Frederico Daibert (1905);
- Praia da Boa Viagem (Niteroi) (1905);
- Panorama de Ouro Preto, vista tomada do adro da igreja de S. Francisco de Paula (1908);
- Panorama de Juiz de Fora, vista tomada detras do Collegio Grambrery, apanhando o morro do Imperador e os principaes edifícios da cidade (1912).

## Localização do acervo
- Rio de Janeiro: Museu Nacional de Belas Artes;
- Belo Horizonte: Museu Mineiro;
- Cachoeira do Campo: Matriz de Nossa Senhora de Nazaré, Colégio Dom Bosco, Escola Padre Afonso Lemos;
- Santo Antônio do Leite: Igreja de Santo Antônio.